# Dentichasmiops informis
Dentichasmiops informis är en stekelart som först beskrevs av Heinrich 1938.  Dentichasmiops informis ingår i släktet Dentichasmiops och familjen brokparasitsteklar. Inga underarter finns listade i Catalogue of Life.